# FK Palić
FK Palić, serb. ФК Пaлић – serbski klub piłkarski z miasta Palić, które leży w Wojwodinie. Został utworzony w 1954 roku. Obecnie występuje w Srpska Liga Vojvodina.